# Ontvoeringen in Cleveland
De ontvoeringen in Cleveland waren een serie gebeurtenissen, waarbij drie jonge Amerikaanse vrouwen uit Cleveland, Michelle Knight, Amanda Berry en Georgina DeJesus, vermist raakten. 
Toen ze levend werden gevonden op 6 mei 2013, hadden ze  9 tot 11 jaar vastgezeten. Ze werden bevrijd uit het huis van een man genaamd Ariel Castro, nog geen 5 kilometer van waar ze vermist waren geraakt. 
Knight verdween in 2002 op 20-jarige leeftijd, Berry in 2003 op 16-jarige leeftijd, en DeJesus in 2004 op 14-jarige leeftijd. De vrouwen hadden meerdere zwangerschappen, waaruit ten minste één levend kind geboren werd, en meerdere miskramen voortkwamen.
Ariel Castro werd gearresteerd op 6 mei 2013, kort na de bevrijding van de vrouwen. Op 3 september 2013 pleegde Ariel Castro zelfmoord in zijn cel door zich op te hangen.

## Ontvoeringen

### Michelle Knight
Michelle Knight werd voor het laatst gezien toen ze het huis van haar neef verliet op 22 augustus 2002. Ze verdween in de buurt van West 116th Street en Lorain Avenue, op de dag dat ze voor de rechter zou verschijnen in verband met een voogdijzaak over haar zoon.
Ze was 21 jaar oud op het moment van haar verdwijning. In een rapport van vermiste personen uit 2002, bleek dat de politie had verklaard dat ze leed aan een psychische stoornis. 
Op het moment van haar verdwijning dachten familieleden dat Knight er in haar eentje vandoor was gegaan, gefrustreerd, omdat ze de voogdij over haar zoon verloren had.
Haar moeder dacht dat ze haar een keer had gezien met een oudere man in een winkelcentrum op West 117th Street.

### Amanda Berry
Amanda Marie Berry (1986) raakte vermist op 21 april 2003, de dag voor haar 17e verjaardag. Er werd aangenomen dat ze nog thuis was aangekomen vanuit haar werk bij Burger King op West 110th Street en Lorain Avenue en zich omgekleed had, maar niemand was hier getuige van. Ze vertrok van huis en liet haar uniform en al haar geld achter.
Aanvankelijk werd door de politie aangenomen dat Berry van huis was weggelopen, totdat een man haar telefoon gebruikte om haar moeder, Louwanna Miller, te bellen met de mededeling dat ze over een aantal dagen zou terugkeren en dat ze waren getrouwd. De waarzegster Sylvia Browne vertelde Miller in 2004 dat haar dochter Amanda dood was, en dat zij "in het water" was. Miller zocht drie jaar lang naar haar dochter, maar overleed in 2006 aan hartfalen. 
De verdwijning van Berry werd besproken in een aflevering van America's Most Wanted in 2004, die opnieuw werd uitgezonden in 2005 en 2006 en waarin ze werd gekoppeld aan Gina DeJesus, die inmiddels ook vermist was geraakt in Cleveland. Ze werden geprofileerd in de Montel Williams Show en The Oprah Winfrey Show.
Voor haar verdwijning volgde Berry onderwijs voor gevorderden aan de John Marshall High School, maar was overgestapt op een online thuisonderwijsprogramma, wat haar de mogelijkheid gaf om vroegtijdig af te studeren. 

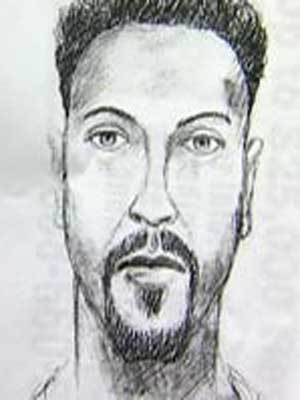
Profielschets van verdachte Ariel Castro

Berry verliet het huis met haar zesjarige dochter, waarvan verdachte Ariel Castro later de vader bleek te zijn.

### Gina DeJesus
Georgina Lynn DeJesus (1990) raakte vermist op veertienjarige leeftijd. Ze werd voor het laatst gezien bij een telefooncel op 2 april 2004 om ongeveer 3 uur 's middags, ze was op weg naar huis van haar middelbare school op West 105th Street en de Lorain Avenue. Zij en verdachte Ariel Castro's dochter Arlene Castro hadden Ariels vrouw, Grimilda Figueroa, opgebeld om toestemming te vragen voor een logeerpartijtje bij DeJesus thuis, maar haar antwoord was nee. 
Berry en DeJesus verdwenen binnen een afstand van vijf blokken van elkaar, vermoedelijk zelfs op hetzelfde blok.
Op de dag dat DeJesus verdween werd geen AMBER Alert afgegeven, omdat niemand getuige was geweest van haar ontvoering. Het ontbreken van een AMBER Alert wekte boosheid op bij haar vader, Felix DeJesus, die in 2006 zei dat hij geloofde dat het publiek zou luisteren, ondanks dat deze routine waren geworden.
Een week na Gina's verdwijning bracht de politie een schets en beschrijving naar buiten van een Latijns-Amerikaanse man van ongeveer 25 tot 35 jaar, en 1.80 lang, met een gewicht van rond de 80 kilo, met groene ogen en een potlood-dunne baard. De verdachte was gezien in de buurt van haar school in een licht blauwe of witte auto, en zou naar DeJesus hebben gevraagd. 
Ook DeJesus werd beschreven in een aflevering van America's Most Wanted in 2004, 2005 en 2006, en werd tevens gekoppeld aan de verdwijning van Berry. De verdwijningen kregen door de jaren heen reguliere media-aandacht, zelfs nog in 2012, waarin familie en vrienden nog altijd wakes hielden en naar de meisjes zochten. Ariel Castro werd geïdentificeerd door Gina's familie in videobeelden van twee van deze wakes, hij had naar verluidt zelfs nog deelgenomen aan een zoektocht en probeerde dicht bij de familie te komen. De politie leidde een actief onderzoek, waarbij ze zelfs een beloning van $ 25.000 over hadden voor informatie over hun locatie.

## Ontdekking en nasleep
Op 6 mei 2013 werden Knight, DeJesus, Berry, en een 6-jarige dochter van Berry gevonden in een woonwijk in 2207 Seymour Avenue, in het Tremont wijk, ongeveer 5 kilometer van waar ze waren verdwenen. Hun redder, een buurman van Ariel, genaamd Charles Ramsey, zei dat hij een vrouw in het huis naast hem achter de voordeur om hulp hoorde schreeuwen. Omdat de deur op slot was, trapte hij er een gat in. 
Zodra Berry met haar 6-jarige dochter het huis uit was, belde ze 911 in het huis van de buren en zei: 
"Help mij, ik ben Amanda Berry, ik ben ontvoerd en al 10 jaar vermist. Ik ben hier en ik ben vrij nu."
De politie vond daarop de andere twee vrouwen in het huis.
Alle drie de vrouwen en het kind werden naar MetroHealth Medical Center gebracht, waar bleek dat ze allen leden aan ernstige uitdroging en lichte ondervoeding, maar verder in goede gezondheid verkeerden. De volgende ochtend werden ze allemaal uit het ziekenhuis ontslagen.

## Arrestaties en lasten
Op 6 mei 2013, kort na de bevrijding van de vrouwen werden een 52-jarige man genaamd Ariel Castro en zijn twee broers, Pedro Castro, 54, en Onil Castro, 50, gearresteerd. Specifieke lasten en een datum voor een eerste rechtszitting zijn nog niet bekendgemaakt.

## Onderzoek naar ontwikkelingen
De politie zei dat de vrouwen soms aan kettingen lagen in de kelder en daar gemarteld werden. Er zijn een aantal miskramen geweest en ook had er minstens een levende geboorte plaatsgevonden. Een Jeep Cherokee en een rode pick-up truck, die bij het huis stonden, werden in beslag genomen. Diverse wetshandhavers, met versterking van een politiehond, doorzochten Ariel Castro's eigendommen op zoek naar verdere sporen.

## Achtergronden daders

### Ariel Castro
Volgens Ariels oom, Julio Castro, eigenaar van een nieuwe kruidenierswinkel in de buurt van Castro's huis, kende Ariel de familie DeJesus en was zijn familie in dezelfde buurt in West-Cleveland opgegroeid.
Castro woonde al sinds 1992 in het 130 m² grote huis met twee verdiepingen, vier slaapkamers, een badkamer en een onafgewerkte kelder van 71 m², gelegen aan Seymour Avenue. Op het moment van zijn arrestatie was er beslag gelegd op het huis wegens 3 jaar onbetaalde onroerendezaakbelasting. Buren beschreven hem als normaal, maar wel opvallend op zichzelf. 
In 1993 was Ariel Castro gearresteerd voor huiselijk geweld, maar een grand jury besloot hem niet aan te klagen. In december 1993 werd hij opnieuw gearresteerd  wegens verstoring van de openbare orde. Hij bekende schuldig te zijn aan de aanklacht. In 1996 werd Ariel Castro beschuldigd van het verwijderen van een paal uit het hek op het terrein van zijn buren.  De 6-jarige dochter van de buurman stapte in het gat, viel en bezeerde zichzelf. Uit gerechtelijke documenten blijkt dat er sprake was van een burenruzie, en Castro gaf aan "meermaals" met de politie over de buurman te hebben gesproken. Castro werd veroordeeld tot het betalen van een schadevergoeding van $241,–.
Volgens gegevens van het Cuyahoga County Domestic Relations Court uit 2005 is Ariel ook beschuldigd van het aanvallen van zijn ex-vrouw, Grimilda Figueroa, die in 2012 overleed. Figueroa liep daarbij tot tweemaal toe een gebroken neus op, gebroken ribben, een uitgeslagen tand, een bloedstolling in haar hersenen en twee ontwrichte schouders.
Ook werd Castro tussen 1995 en 2008 zes keer door de politie aangehouden voor verkeersovertredingen. 
Castro werkte als buschauffeur voor de Cleveland Metropolitan School District sinds februari 1991, maar werd ontslagen in november 2012 na een reeks van incidenten.

### Pedro Castro en Onil Castro
Pedro en Onil Castro hebben adressen elders in Cleveland.
Pedro Castro vertelde Fox8 in juli 2012: "Dat is een verspilling van geld," verwijzend naar een huiszoeking voor mogelijke overblijfselen van Amanda Berry. 

## Onderzoek voorafgaand aan de ontdekking
De lokale politie en de FBI hielden actieve onderzoeken na de verdwijningen en volgden vele tips. Het onderzoek naar de verdwijning van DeJesus en Berry werd breed uitgemeten in regionale media en op nationale / internationale tv-shows, meer dan tien jaar lang. Bij Michelle Knight was dit nauwelijks het geval omdat zij meerderjarig was op het moment van haar verdwijning en omdat aangenomen werd dat zij was weggelopen omdat ze de voogdij over haar zoon verloren had. Dat zij al na vijftien maanden uit de opsporingsregisters was verwijderd heeft kritiek opgeroepen. De FBI verdedigde zich door te verklaren dat dit achteraf bezien geen invloed heeft gehad op wat haar is overkomen.      

### Andere criminele kosten in verband met het onderzoek
In januari 2013 werd Robert Wolford, een gevangene die woonde in de buurt van waaruit de meisjes verdwenen, veroordeeld tot vier en een half jaar na bekend te hebben schuldig te zijn aan belemmering van de rechtsgang, het maken van een vals verslag en het verstrekken van een bewuste valse tip in de verdwijning van Berry. Hij verwees naar een locatie in Cleveland, waar vrijwel meteen werd gegraven met bulldozers, maar niets gevonden werd.

### Verdwijning van Ashley Summers
Sinds 2008 onderzocht de politie de verdwijning van Ashley Nicole Summers en een mogelijk verband met Berry en DeJesus. Summers werd geboren op 16 juni 1993, en het laatst gezien op 6 juli 2007. Summers verdween uit dezelfde vijf blokken in Cleveland als de meisjes die werden gevonden. Ze werd aanvankelijk gemeld als wegloper na een familie-incident, omdat ze haar kleren had meegenomen. Ze belde haar moeder een maand later met het bericht dat het goed met haar ging, maar sindsdien is ze niet meer gezien. In november 2007 vermoedde een familielid haar te hebben zien zitten in een auto. Sinds april 2009 heeft de FBI openbaar gemaakt dat de mogelijkheid bestaat dat dezelfde man die Berry, Knight en DeJesus heeft ontvoerd, dit ook met Summers heeft gedaan.